# Guapas (canción)
«Guapas» es el primer sencillo del grupo argentino Bandana. El tema está extraído del álbum Bandana y fue uno de los temas más populares en la historia de la música argentina tras vender 4 millones de ejemplares. A su vez es el sencillo más vendido por una banda femenina en Argentina y en España. 
La letra de "Guapas" es en realidad una traducción de la canción original "Dance" escrita por Agustín Echevarria y la temática de la canción trata sobre una disco donde las muchachas seducen a los "Guapos". "Guapas" contó con un recibimiento mayoritariamente positivo por parte del público, y de los críticos. A pesar de que la canción originariamente es un funky, lo que sorprende es su grado de pop al que fue trasladado.

## Ediciones
- ARG CD1

1. "Guapas" (Álbum Versión) 3:12

- ARG INÉDITO

1. "Guapas" (Versión Remix para Discotecas) 4:52

- ARG en VIVO (Hasta Siempre)
- ARG Reversión (La Vuelta)
- ARG INÉDITO: Bandana Party Remix (Solo en Vivo)

## Videoclip
Fue el primer videoclip del grupo, en él se muestra a las cinco integrantes del grupo bailando en una especie de Pub. Fue un éxito en todos los canales de música y ocupó por mucho tiempo el puesto número uno en varios países.

## Lista de ventas
| Listas                          | Posición |
| ------------------------------- | -------- |
| U.S. Billboard Hot Latin Tracks | 2        |
| ARG "FM Hit"                    | 1        |
| España Charts                   | 1        |
| Uruguay Charts                  | 1        |
| Chile 50+ Pedidos               | 1        |

- Datos: Q5887210